# Azuré de la vulnéraire
Cyaniris bellis
Espèce
L’Azuré de la vulnéraire (Cyaniris bellis) est une espèce de lépidoptères de la famille des Lycaenidae et de la sous-famille des Polyommatinae.

## Description
L'imago de Cyaniris bellis est un papillon de petite taille qui présente un net dimorphisme sexuel. 
Le dessus du mâle est bleu finement bordé de gris, celui de la femelle est marron avec des lunules marginales de couleur orange à bords peu nets qui se rejoignent.
Le revers est gris beige, avec la même bordure de lunules marginales de couleur orange à bords peu nets, et une ligne de taches noires bordées de blanc.

## Systématique
L'espèce Cyaniris bellis a été décrite par l'entomologiste allemand Christian Friedrich Freyer en 1845, sous le nom initial de Lycaena bellis. 
Elle est parfois mentionnée dans la littérature sous le nom de Polyommatus bellis, mais de récentes études de phylogénie moléculaire ont montré que Cyaniris doit bien être considéré comme un genre à part entière.

### Synonymes
Selon Funet :
- Lycaena bellis Freyer, 1845 — protonyme
- Polyommatus bellis (Freyer, 1845)
- Cyaniris semiargus bellis (Freyer, 1845)
- Cyaniris semiargus var. balcanica Tutt, [1909]
- Lycaena helena Staudinger, 1862
- Cyaniris semiargus helena (Staudinger, 1862)
- Cyaniris helena (Staudinger, 1862)
- Lycaena semiargus var. parnassia Staudinger, 1870
- Cyaniris semiargus parnassia (Staudinger, 1870)

### Sous-espèces
- Cyaniris bellis antiochena (Lederer, 1861) — en Asie Mineure et Arménie[3]

Cyaniris bellis est-elle même considérée par certains auteurs comme une sous-espèce de Cyaniris semiargus, espèce largement répandue en Europe et en Asie tempérées. Dans le présent article, les deux taxons grecs souvent désignés comme Cyaniris semiargus parnassia et C. s. parnassia sont considérés comme inclus dans Cyaniris bellis.

## Noms vernaculaires
- en français : l'Azuré de la vulnéraire[réf. souhaitée]
- en anglais : Greek Mazarine Blue

## Biologie
L'espèce est univoltine et ses imagos volent en juin-juillet.
Ses plantes-hôtes sont Anthyllis vulneraria, Trifolium pratense, Melilotus officinalis, Lotus corniculatus.

## Distribution et biotopes
L'espèce est présente en Afrique du Nord, en Grèce, en Turquie, en Asie Mineure et en Iran.
Elle réside en montagne, entre 1 200 et 1 500 mètres[réf. souhaitée].